# 만삼
만삼(蔓蔘)은 초롱꽃과에 속하는 여러해살이 덩굴식물이다.

## 생태
한국 중부 이북의 깊은 산과 지리산 천왕봉 꼭대기에서 난다. 전체에 털이 있으며, 자르면 흰 유액이 나오고, 뿌리는 도라지 뿌리 모양이며, 길이 30cm 이상 자란다. 잎은 어긋나고 짧은 가지에서는 마주난다. 난형 또는 긴 난형, 가장자리는 밋밋하고, 표면은 녹색, 뒷면은 분백색이며, 양면에 잔털이 있고, 특히 잎맥이 많으며, 잎자루는 길이 2-3cm로 털이 있다. 꽃은 흰색, 곁가지나 그 밑의 잎겨드랑에서 1송이씩 핀다. 꽃받침은 5갈래, 털이 없고, 피침형이다. 화관은 종 모양으로 길이 5.2cm가량, 5갈래, 갈래는 삼각형이다. 열매는 삭과로 원추형이며 꽃받침은 남아 있다.

## 쓰임새
뿌리를 식용·약용한다.

## 변종
- Codonopsis pilosula var. handeliana
- Codonopsis pilosula var. modesta
- Codonopsis pilosula var. volubilis

## 사진

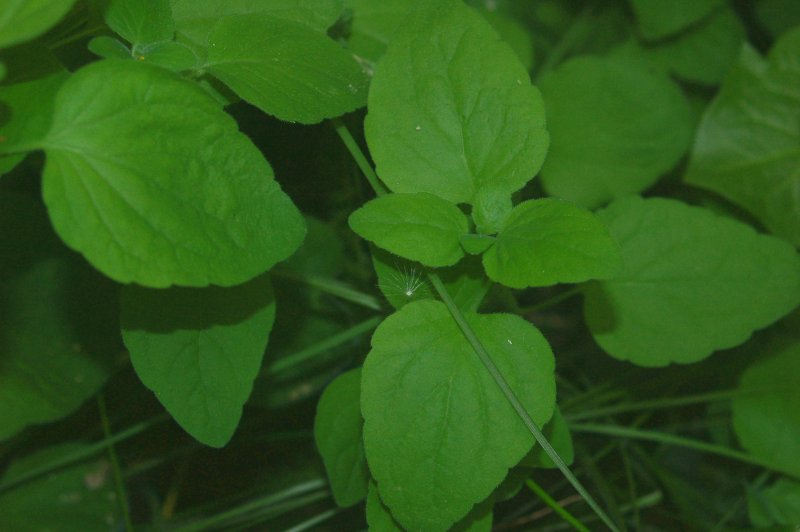
잎
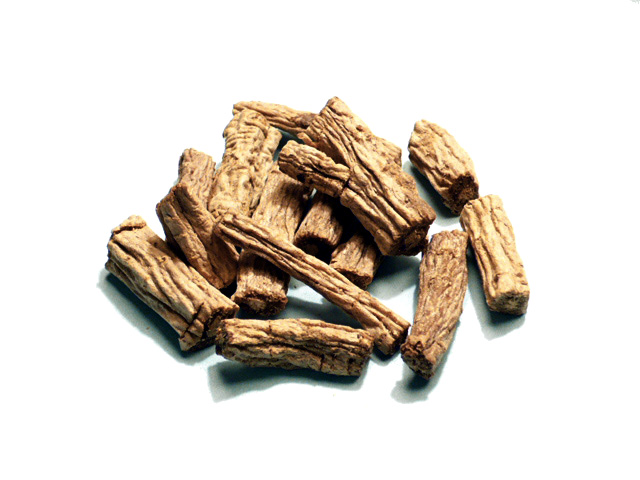
말린 만삼 뿌리

## 참고 문헌
- 이 문서에는 다음커뮤니케이션(현 카카오)에서 GFDL 또는 CC-SA 라이선스로 배포한 글로벌 세계대백과사전의 내용을 기초로 작성된 글이 포함되어 있습니다.